# Neocalosoter viridinotum
Neocalosoter viridinotum är en stekelart som först beskrevs av Alan Parkhurst Dodd 1924.  Neocalosoter viridinotum ingår i släktet Neocalosoter och familjen puppglanssteklar. Inga underarter finns listade i Catalogue of Life.